# Austin Gunn
Austin Sopp (Orlando, Florida, 26 de agosto de 1994) es un luchador profesional estadounidense más conocido como Austin Gunn quien actualmente trabaja en All Elite Wrestling (AEW). Anteriormente compitió en la empresa Ring of Honor y en el circuito independiente. Entre sus logros destacan haber Sido una vez Campeón Mundial en Parejas de AEW junto a su hermano Colten Gunn.
Es el hijo menor del luchador estadounidense Billy Gunn. Junto a su hermano forma un equipo llamado «The Gunns» (anteriormente llamado «The Gunns Club» cuando su padre formaba parte de este). Actualmente pertenece al stable «Bullet Club Gold».

## Primeros años
Sopp nació el 26 de agosto de 1994 en Orlando, Florida. Es hijo del luchador profesional Billy Gunn, y hermano de Colten Gunn. Asistió al Rollins College en Winter Park, Florida, de 2013 a 2017, donde se graduó con un título en educación primaria.

## Carrera

### Ring of Honor (2019)
En junio de 2019, Austin confirmó que había firmado un contrato con la empresa Ring of Honor (ROH). Gunn hizo su debut en ROH el 26 de agosto de 2019 en un dark match como parte del Top Prospect Tournament, derrotando a Brian Johnson en los cuartos de final y a Dante Caballero en las semifinales.
El 28 de septiembre de 2019, Gunn fue derrotado por Dak Draper en la final del Torneo Top Prospect.

### All Elite Wrestling (2020-presente)
El 9 de enero de 2020, se anunció que Gunn había firmado oficialmente con All Elite Wrestling. El 14 de enero de 2020, Gunn hizo su debut en AEW en un combate por equipos en Dark haciendo equipo con su padre Billy Gunn como The Gunn Club derrotando al equipo de Peter Avalon y Shawn Spears.

## Campeonatos y logros
- All Elite Wrestling
  - AEW World Tag Team Championship (1 vez) – con Colten Gunn
  - AEW World Trios Championship (1 vez) - con Colten Gunn & Jay White

- New South Wrestling
  - New South Tag Team Championship (1 vez) – con Colten Gunn

- Ring of Honor
  - ROH World Six-Man Tag Team Championship (1 vez) — con Colten Gunn & Jay White

- Pro Wrestling Illustrated
  - Situado en el Nº402 en los PWI 500 de 2020.